# Hemliga svenska rum
Hemliga svenska rum är en populärhistorisk TV-serie från 2008. År 2010 kom uppföljaren Svenska hemligheter. 

## Säsong 1

### Avsnitt 1
- Minstationen på Grimskär i Kalmarsund

### Avsnitt 2
- Gamla riksarkivet

### Avsnitt 3
- Kungliga Dramatiska Teatern

### Avsnitt 4
- Riddarholmskyrkan i Stockholm

### Avsnitt 5
- Bodens fästning

### Avsnitt 6
- Väderöarna

### Avsnitt 7
- Bohus fästning

### Avsnitt 8
- Svartsjö slott

### Avsnitt 9
- Slottsruinen efter Borgholms slott

### Avsnitt 10
- Skeppsholmen

### Avsnitt 11
- Basareholmen, sändes 2 november 2008

### Avsnitt 12
- Godnatt

## Säsong 2

### Avsnitt 1
- Den nedlagda krutfabriken i Tyfors

### Avsnitt 2
- Sanatoriet i Sandträsk

### Avsnitt 3
- Stockholms underjord

### Avsnitt 4
- Örlogsbasen på Muskö

### Avsnitt 5
- Kopparberget i Falun

### Avsnitt 6
- Saabberget, den hemliga verkstaden i Linköping

### Avsnitt 7
- Julia Pastrana

### Avsnitt 8
- Kungliga Biblioteket

### Avsnitt 9
- Dykning i Tuna-Hästbergs gruva

### Avsnitt 10
- Storkyrkan, Stockholm

### Avsnitt 11
- Naturhistoriska riksmuseet

### Avsnitt 12
- HC Sländan Det vattenfyllda bergrummet utanför Avesta

## Säsong 3

### Avsnitt 1
- En sista chans i Boden

### Avsnitt 2
- Den bortglömda fängelsehålan vid Uppsala slott

### Avsnitt 3
- Bergakungens okända sal

### Avsnitt 4 (webb)
- Hur skulle vi överleva ett tredje världskrig

### Avsnitt 5 (webb)
- Det lilla skjulet med den stora hemligheten

### Avsnitt 6 (webb)
- De underjordiska flygplanshangarerna

### Avsnitt 7 (webb)
- Sveriges andra huvudstad och Zonen

### Avsnitt 8 (webb)
- Den försvunna tunneln och tåget